# オンデック
株式会社オンデック（英: ONDECK Co.,Ltd.）は大阪市に本社を置く、中堅・中小企業を対象としたM&Aを仲介する日本の会社。

## 拠点
- 大阪本社　〒541-0051　大阪府大阪市中央区備後町3-4-1　備後町山口玄ビル3F
- 東京オフィス　〒107-0052　東京都港区赤坂2-3-5　赤坂スターゲートプラザ15F

## 沿革
- 2005年7月 - 現代表取締役である久保良介と舩戸雅夫が、中小企業のM&A支援を目的として「オンデック」を創業
- 2006年8月 - 京都商工会議所が運営する「京商M&A市場」の立ち上げに参画し、同事業における認定アドバイザーとして承認を受ける
- 2007年12月 - 株式会社オンデックとして法人化。地方金融機関や士業ネットワークとの提携関係を本格化
- 2011年2月 - 大阪商工会議所が運営する「スモールM&A市場」の創設を提案し、同事業のM&A取扱業者として登録
- 2011年6月 - 堺商工会議所が運営する「さかいM&A市場」の立ち上げに参画し、同事業のM&A取扱業者として登録
- 2014年5月 - 大阪商工会議所が運営する「M&A市場」の正取扱業者として登録
- 2014年11月 - 中小企業庁による中小企業M&Aの支援策である事業引継ぎ支援事業の推進を目的とした「事業引継ぎガイドライン」の策定に係る検討会に、代表取締役社長・久保が検討委員として参加
- 2015年～ - 中小企業庁による事業引継ぎ支援事業における連携を順次拡大
- 2015年2月 - 東京オフィスを開設
- 2015年3月 - 業容拡大に伴い、大阪本社事務所を移転（大阪市中央区久太郎町1-9-28 松浦堺筋本町ビル2F）
- 2018年5月 - 帝国データバンクグループを引受先とする第三者割当増資を実施
- 2018年5月 - Angel Bridge株式会社と資本業務提携を実施
- 2020年12月 - 東京証券取引所マザーズに上場
- 2021年10月 - 大阪本社を移転（大阪市中央区備後町3-4-1）
- 2023年10月 - 東京オフィスを移転（港区赤坂2-3-5）